# EchoStar T1
O EchoStar T1 (anteriormente conhecido por TerreStar 1) é um satélite de comunicação geoestacionário estadunidense construído pela Space Systems/Loral (SS/L). Ele está localizado na posição orbital de 111 graus de longitude oeste e foi operado inicialmente pela TerreStar Networks Inc. e atualmente pela Dish Network Corporation (EchoStar). O satélite foi baseado na plataforma LS-1300 e sua expectativa de vida útil é de 15 anos.

## História
A Space Systems/Loral (SS/L) anunciou em abril de 2005 que completou a revisões do projeto do primeiro satélite geoestacionário para a TerreStar Networks, Inc. , o TerreStar 1, e entrou na fase de construção dos serviços móveis via satélite do programa (MSS). O satélite TerreStar, juntamente com um componente centro terrestre auxiliar (ATC), foi projetado para fornecer a próxima geração de transmissão de áudio móvel  de 2 GHz e comunicações de dados, monitoramento e serviços de mensagens em todo os Estados Unidos.
O satélite foi projetado para gerar centenas de feixes pontuais que cobrem os EUA continental, Canadá, Alasca, Havaí, Porto Rico e Ilhas Virgens Americanas. O contrato entre a SS/L e TerreStar também incluía uma opção para a construção de um segundo satélite, o TerreStar 2.
Em agosto de 2006, a TerreStar contratou a SS/L para entregar um segundo satélite ligeiramente melhorado, o TerreStar 2, em 2009.
A Dish Network Corporation (EchoStar) adquiriu substancialmente todos os ativos da TerreStar Networks, em março de 2012.

## Lançamento
O satélite foi lançado com sucesso ao espaço no dia 1 de julho de 2009, às 17:52 UTC, por meio de um veículo Ariane 5 ECA, lançado a partir do Centro Espacial de Kourou, na Guiana Francesa, EUA. Ele tinha uma massa de lançamento de 6.910 kg.

## Capacidade e cobertura
O EchoStar T1 é equipado com transponders em banda S para prestação de serviços de comunicações móveis da nova geração nos Estados Unidos e no Canadá.